# Djuriv, Sneatîn
Djuriv (în ucraineană Джурів) este o comună în raionul Sneatîn, regiunea Ivano-Frankivsk, Ucraina, formată numai din satul de reședință.

## Demografie
Componența lingvistică a comunei Djuriv
     Ucraineană (99,23%)
     Alte limbi (0,78%)
Conform recensământului din 2001, majoritatea populației comunei Djuriv era vorbitoare de ucraineană (99,23%), existând în minoritate și vorbitori de alte limbi.